# Cardamine rivularis
Cardamine rivularis är en korsblommig växtart som beskrevs av Philipp Johann Ferdinand Schur. Cardamine rivularis ingår i släktet bräsmor, och familjen korsblommiga växter. Inga underarter finns listade i Catalogue of Life.